# Fort Salis Soglio
Fort Salis Soglio este o arie protejată (sit de importanță comunitară — SCI) din Polonia întinsă pe o suprafață de 47,15 ha, integral pe uscat.

## Localizare
Centrul sitului Fort Salis Soglio este situat la coordonatele 49°45′29″N 22°53′42″E / 49.758°N 22.8949°E.

## Înființare
Situl Fort Salis Soglio a fost declarat sit de importanță comunitară în septembrie 2006 pentru a proteja 2 specii de animale.

## Biodiversitate
Situată în ecoregiunea continentală, aria protejată conține 2 habitate naturale: Fânețe de joasă altitudine (Alopecurus pratensis, Sanguisorba officinalis), Păduri de stejar și carpen Galio-Carpinetum.
La baza desemnării sitului se află mai multe specii protejate de  mamifere (2): liliac cârn (Barbastella barbastellus), liliac cu urechi mari (Myotis bechsteinii).